# Frontera entre Bután y China
La frontera entre Bután y China es el lindero internacional que separa a Bután de la China. Es una línea sinuosa de 470 km en dirección norte-sureste, se encuentra entre dos triple fronteras formadas por ambos países y la India. Está cerca del paralelo 28° norte y del paralelo 29° norte, en la parte oriental del Himalaya.

## Características
El Reino de Bután y la República Popular China no mantienen relaciones diplomáticas oficiales, y las relaciones son históricamente tensas. El Doklam, región situada en la conjunción de estos dos países y la India, está en el centro de esta disputa territorial.

## Historia

Mapa de la República de China y sus disputas territoriales.

La frontera de Bután con el Tíbet nunca ha sido reconocida ni demarcada oficialmente. Por un breve periodo, la República de China mantuvo oficialmente una reivindicación territorial sobre partes del Bután. La reivindicación territorial fue mantenida por la República Popular China después de que el Partido Comunista Chino se hizo con el poder de la China continental tras la guerra civil china. Con el aumento de soldados en la parte china de la frontera tras el acuerdo de 17 puntos entre los gobiernos tibetano local y el central de la China, Bután retiró su representante de Lhasa.
La rebelión tibetana de 1959 y la llegada del XV Dalái lama en la vecina India hicieron que se realizaran cambios en la seguridad de la frontera de Bután con China. Se calcula que 6.000 tibetanos huyeron a Bután y se les concedió asilo, aunque Bután cerró su frontera con China más tarde, temiendo la llegada de más refugiados.
En 1998, China y Bután firmaron un acuerdo bilateral para mantener la paz en la frontera. En el acuerdo, China afirmó su respeto por la soberanía y la integridad territorial de Bután y ambas partes intentaron construir vínculos basados en los Cinco Principios de Coexistencia Pacífica. Sin embargo, la construcción de carreteras por parte de China sobre lo que Bután afirma que es territorio propio, presuntamente en violación del acuerdo de 1998, ha provocado tensiones. En 2002 China presentó lo que afirmaba que era "evidencia" de su propiedad sobre territorios disputados; después de las negociaciones, se llegó a un acuerdo provisional.